# Benee

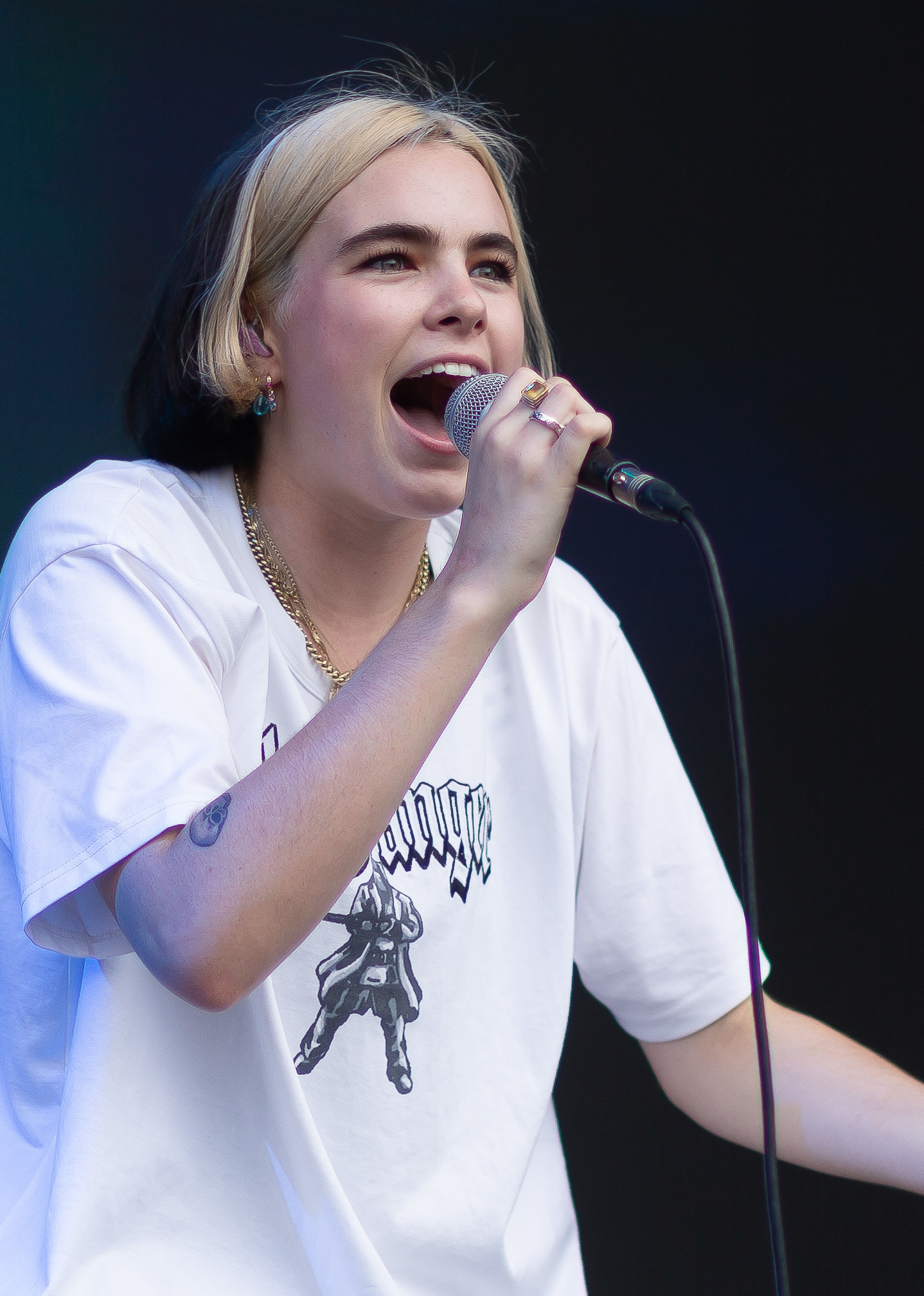
Benee (2020)

Stella Rose Bennett (* 30. Januar 2000 in Grey Lynn, Auckland), besser bekannt unter ihrem Künstlernamen Benee (früher Bene), ist eine neuseeländische Singer-Songwriterin.

## Leben
Stella Rose Bennett wuchs in Grey Lynn, Auckland auf. Ihre musikalische Karriere begann in ihrem letzten Jahr auf dem College. Sie postete Coverversionen auf Soundcloud. Nach dem College studierte sie Kommunikationswissenschaften an der Auckland University of Technology, brach ihr Studium jedoch innerhalb von nur zwei Wochen ab. Stattdessen beschloss sie zu versuchen, von der Musik zu leben. Musikproduzent Josh Fountain entdeckte ihre Musik und produzierte ihre beiden Singles Tough Guy (2017) und Soaked (2018).
Am 28. Juni 2019 veröffentlichte sie unter dem Namen Bene ihre erste EP Fire on Marzz. Ihren Namen änderte sie kurz darauf, um darauf hinzuweisen, wie man ihren Namen ausspricht, nämlich [ˈbɛniː], außerdem existierte in den Vereinigten Staaten auch ein Künstler mit gleichem Namen. Die EP erreichte in den neuseeländischen Album-Charts Platz 13. Bei den New Zealand Music Awards gewann sie die Awards als Bester Einzelkünstler, für die Single des Jahres (Soaked), als bester Newcomer sowie Bester Künstler (Pop).
Noch im selben Jahr folgte die EP Stella & Steve, die ebenfalls die neuseeländischen Charts erreichte und erstmals auch in den Billboard 200 eine Platzierung erzielte. Die Single Supalonely mit Gus Dapperton ging über TikTok viral und wurde ihr erster Welthit.
2022 veröffentlichte sie ihr zweites Album "Lychee".
Am 27. Juni 2023 veröffentlichte sie mit der australischen Rapperin Mallrat den Song „Do It Again“, den offiziellen Song der Fußball-Weltmeisterschaft der Frauen 2023.

## Diskografie

### Studioalben
| Jahr | Titel   | Höchstplatzierung, Gesamtwochen, AuszeichnungChartplatzierungen (Jahr, Titel, Platzierungen, Wochen, Auszeichnungen, Anmerkungen) | Höchstplatzierung, Gesamtwochen, AuszeichnungChartplatzierungen (Jahr, Titel, Platzierungen, Wochen, Auszeichnungen, Anmerkungen) | Höchstplatzierung, Gesamtwochen, AuszeichnungChartplatzierungen (Jahr, Titel, Platzierungen, Wochen, Auszeichnungen, Anmerkungen) | Anmerkungen                                               |
| Jahr | Titel   | NZ | AU | US | Anmerkungen                                               |
| ---- | ------- | --- | --- | --- | --------------------------------------------------------- |
| 2020 | Hey U X | NZ2 Gold · (15 Wo.)NZ | AU22 (1 Wo.)AU | — | Erstveröffentlichung: 13. November 2020 Verkäufe: + 7.500 |

### EPs
| Jahr | Titel          | Höchstplatzierung, Gesamtwochen, AuszeichnungChartplatzierungen (Jahr, Titel, Platzierungen, Wochen, Auszeichnungen, Anmerkungen) | Höchstplatzierung, Gesamtwochen, AuszeichnungChartplatzierungen (Jahr, Titel, Platzierungen, Wochen, Auszeichnungen, Anmerkungen) | Höchstplatzierung, Gesamtwochen, AuszeichnungChartplatzierungen (Jahr, Titel, Platzierungen, Wochen, Auszeichnungen, Anmerkungen) | Anmerkungen                                               | [↑]: gemeinsam behandelt mit vorhergehendem Eintrag; [←]: in beiden Charts platziert |
| Jahr | Titel          | NZ | AU | US | Anmerkungen                                               |                                                                                      |
| ---- | -------------- | --- | --- | --- | --------------------------------------------------------- | ------------------------------------------------------------------------------------ |
| 2019 | Fire on Marzz  | NZ13 ×2Doppelplatin · (54 Wo.)NZ                                                                                                  | AU19 (10 Wo.)AU | — | Erstveröffentlichung: 28. Juni 2019 Verkäufe: + 30.000    |                                                                                      |
| 2019 | Stella & Steve | NZ19 Gold · (1 Wo.)NZ[AU: ↑] | AU19 (10 Wo.)AU | US138 (6 Wo.)US | Erstveröffentlichung: 15. November 2019 Verkäufe: + 7.500 |                                                                                      |
| 2022 | Lychee         | NZ13 (2 Wo.)NZ | — | — | Erstveröffentlichung: 4. März 2022                        |                                                                                      |

### Singles als Leadmusikerin
| Jahr | Titel Album               | Höchstplatzierung, Gesamtwochen, AuszeichnungChartplatzierungen (Jahr, Titel, Album, Platzierungen, Wochen, Auszeichnungen, Anmerkungen) | Höchstplatzierung, Gesamtwochen, AuszeichnungChartplatzierungen (Jahr, Titel, Album, Platzierungen, Wochen, Auszeichnungen, Anmerkungen) | Höchstplatzierung, Gesamtwochen, AuszeichnungChartplatzierungen (Jahr, Titel, Album, Platzierungen, Wochen, Auszeichnungen, Anmerkungen) | Höchstplatzierung, Gesamtwochen, AuszeichnungChartplatzierungen (Jahr, Titel, Album, Platzierungen, Wochen, Auszeichnungen, Anmerkungen) | Höchstplatzierung, Gesamtwochen, AuszeichnungChartplatzierungen (Jahr, Titel, Album, Platzierungen, Wochen, Auszeichnungen, Anmerkungen) | Höchstplatzierung, Gesamtwochen, AuszeichnungChartplatzierungen (Jahr, Titel, Album, Platzierungen, Wochen, Auszeichnungen, Anmerkungen) | Höchstplatzierung, Gesamtwochen, AuszeichnungChartplatzierungen (Jahr, Titel, Album, Platzierungen, Wochen, Auszeichnungen, Anmerkungen) | Anmerkungen                                                                       |
| Jahr | Titel Album               | NZ | AU | DE | AT | CH | UK | US | Anmerkungen                                                                       |
| ---- | ------------------------- | --- | --- | --- | --- | --- | --- | --- | --------------------------------------------------------------------------------- |
| 2018 | Soaked Fire on Marzz      | NZ14 ×4Vierfachplatin · (22 Wo.)NZ | — | — | — | — | — | — | Erstveröffentlichung: 14. September 2018 Verkäufe: + 120.000                      |
| 2019 | Glitter Fire on Marzz     | NZ3 ×5Fünffachplatin · (35 Wo.)NZ | AU20 ×3Dreifachplatin · (18 Wo.)AU | — | — | — | — | — | Erstveröffentlichung: 3. Juli 2019 Verkäufe: + 380.000                            |
| 2019 | Supalonely Stella & Steve | NZ2 ×4Vierfachplatin · (27 Wo.)NZ | AU6 ×3Dreifachplatin · (24 Wo.)AU | DE26 Gold · (23 Wo.)DE | AT15 Platin · (24 Wo.)AT | CH25 (23 Wo.)CH | UK18 Gold · (17 Wo.)UK | US39 ×2Doppelplatin · (22 Wo.)US | Erstveröffentlichung: 6. Dezember 2019 Verkäufe: + 3.760.000; feat. Gus Dapperton |

Weitere Singles
- 2017: Tough Guy
- 2019: Evil Spider (NZ: Platin)
- 2019: Want Me Back
- 2019: Find an Island (NZ: Gold)
- 2019: Monsta
- 2020: Lownely
- 2020: Night Garden (feat. Kenny Beats & Bakar)
- 2020: Snail
- 2020: Plain (feat. Lily Allen & Flo Milli)
- 2022: Never Ending

### Singles als Gastmusikerin
- 2020: New Body (Fred feat. Love Leo & Benee)
- 2020: Afterthought (Joji & Benee)
- 2021: help herself (bbno$ feat. Benee)
- 2022: OTT (Easy Life feat. Benee)

## Auszeichnungen für Musikverkäufe
| Goldene Schallplatte - Belgien - 2020: für die Single Supalonely - Brasilien - 2024: für die Single Glitter - Dänemark - 2020: für die Single Supalonely - Frankreich - 2020: für die Single Supalonely - Italien - 2020: für die Single Supalonely - Spanien - 2024: für die Single Supalonely | Platin-Schallplatte - Polen - 2020: für die Single Supalonely - Portugal - 2020: für die Single Supalonely - Schweden - 2020: für die Single Supalonely 3× Platin-Schallplatte - Kanada - 2022: für die Single Supalonely 2× Diamantene Schallplatte - Brasilien - 2020: für die Single Supalonely |

Anmerkung: Auszeichnungen in Ländern aus den Charttabellen bzw. Chartboxen sind in ebendiesen zu finden.
| Land/RegionAuszeichnungen für Musikverkäufe (Land/Region, Auszeichnungen, Verkäufe, Quellen) | Gold       | Platin       | Diamant     | Verkäufe  | Quellen              |
| -------------------------------------------------------------------------------------------- | ---------- | ------------ | ----------- | --------- | -------------------- |
| Australien (ARIA)                                                                            | —          | 6× Platin6   | —           | 420.000   | aria.com.au          |
| Belgien (BRMA)                                                                               | Gold1      | —            | —           | 20.000    | ultratop.be          |
| Brasilien (PMB)                                                                              | Gold1      | —            | 2× Diamant2 | 340.000   | pro-musicabr.org.br  |
| Dänemark (IFPI)                                                                              | Gold1      | —            | —           | 45.000    | ifpi.dk              |
| Deutschland (BVMI)                                                                           | Gold1      | —            | —           | 200.000   | musikindustrie.de    |
| Frankreich (SNEP)                                                                            | Gold1      | —            | —           | 100.000   | snepmusique.com      |
| Italien (FIMI)                                                                               | Gold1      | —            | —           | 35.000    | fimi.it              |
| Kanada (MC)                                                                                  | —          | 3× Platin3   | —           | 240.000   | musiccanada.com      |
| Neuseeland (RMNZ)                                                                            | 3× Gold3   | 16× Platin16 | —           | 488.000   | radioscope.co.nz NZ2 |
| Österreich (IFPI)                                                                            | —          | Platin1      | —           | 30.000    | ifpi.at              |
| Polen (ZPAV)                                                                                 | —          | Platin1      | —           | 20.000    | olis.pl              |
| Portugal (AFP)                                                                               | —          | Platin1      | —           | 10.000    | Einzelnachweise      |
| Schweden (IFPI)                                                                              | —          | Platin1      | —           | 80.000    | sverigetopplistan.se |
| Spanien (Promusicae)                                                                         | Gold1      | —            | —           | 30.000    | elportaldemusica.es  |
| Vereinigte Staaten (RIAA)                                                                    | —          | 2× Platin2   | —           | 2.000.000 | riaa.com             |
| Vereinigtes Königreich (BPI)                                                                 | Gold1      | —            | —           | 400.000   | bpi.co.uk            |
| Insgesamt                                                                                    | 11× Gold11 | 31× Platin31 | 2× Diamant2 |           |                      |